# 1991年ナゴルノ・カラバフ独立住民投票

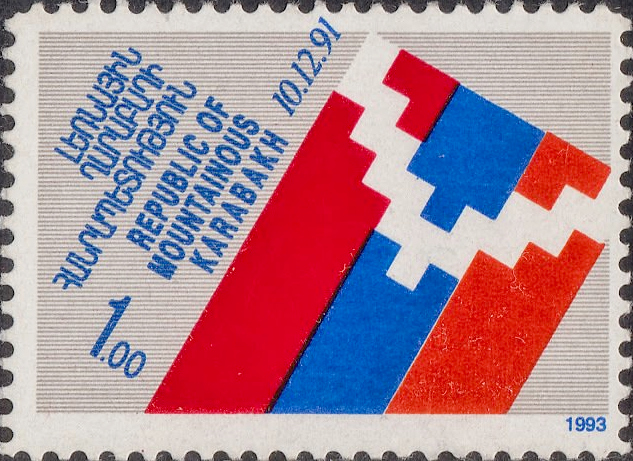
独立住民投票2周年の記念切手（1993年）

1991年12月10日、ナゴルノ・カラバフ自治州と隣接するシャフミャン州で実施された、同地域におけるソ連からの独立住民投票。投票の結果、全体の99.98%が賛成を投じ、ナゴルノ・カラバフ共和国の「独立」が宣言された。この住民投票はアゼルバイジャン側の同意を得ずに行われており、同国を含む国際社会からは承認されていない。

## 概要
この住民投票は1991年11月27日、ナゴルノ・カラバフ人民代議院の会期中に発効した「ナゴルノ・カラバフ共和国における住民投票の実施に関する暫定規則」に基づいて実施された。
これによりアルメニア語、アゼルバイジャン語、ロシア語の3カ国語で記載された投票用紙が、アゼルバイジャン人の居住する集落を含むナゴルノ・カラバフの全地域に送られた。投票用紙には「はい」と「いいえ」があり、投票時は反対側の選択肢を消す。投票率が50%以上、かつ3分の2以上の有権者が賛成すると「可決」される。
| 訳文 | 日本語             | ナゴルノ・カラバフ共和国が主権国家となり、他の国や共同体との協力方法を独自で決定することを支持しますか？                                                                                     |
| 原文 | アルメニア語       | Համաձա՞յն եք Դուք, որպեսզի հռչակված Լեռնային Ղարաբաղի Հանրապետությունը լինի անկախ պետություն, ինքնուրույն որոշելով համագործակցության ձևը ուրիշ պետությունների և ընկերակցությունների հետ?     |
| 原文 | アゼルバイジャン語 | Бәјан едилмиш Дағлыг Гарабағ Республикасынын диҝәр дөвләтләр вә бирликләрлә әмәкдашлыг формаларыны мүстәгил олараг тәјин едән мүстәгил бир дөвләт олмасы илә разысынызмы?                    |
| 原文 | ロシア語           | Согласны ли Вы, чтобы провозглашенная Нагорно-Карабахская Республика была независимым государством, самостоятельно определяющим формы сотрудничества с другими государствами и сообществами? |

投票の結果、登録有権者である市民132,328人のうち、108,736人（全体の82,2%）が参加。そのうち「賛成」に票を投じたのは108,615人であり、これは全ての票の99.89%にまで登る。一方で「反対」に票を投じたのは、わずか24人（0.02%）であった。また97票が無効票である。この住民投票では、地域の人口の約20%を占めていた多くのアゼルバイジャン人が投票をボイコットをしている。
投票にあたっては、国際監視員によりその経過が注視されていた。また投票の過程は、ロシアやフランスのメディアなどを通じ、ロシア、アメリカ、ブルガリアのテレビ局で報道された。監視団はこの住民投票が当時の法律に則って実施され、市民の意思を反映したものであると結論づけた。しかし、この住民投票はアゼルバイジャン人の関与のない形で実施されており、国連加盟国からの国際的な承認はされなかった。
投票日にはステパナケルトなどのアルメニア人居住区が砲撃され、市民10人が死亡し、11人が負傷したと報じられた。

## 結果

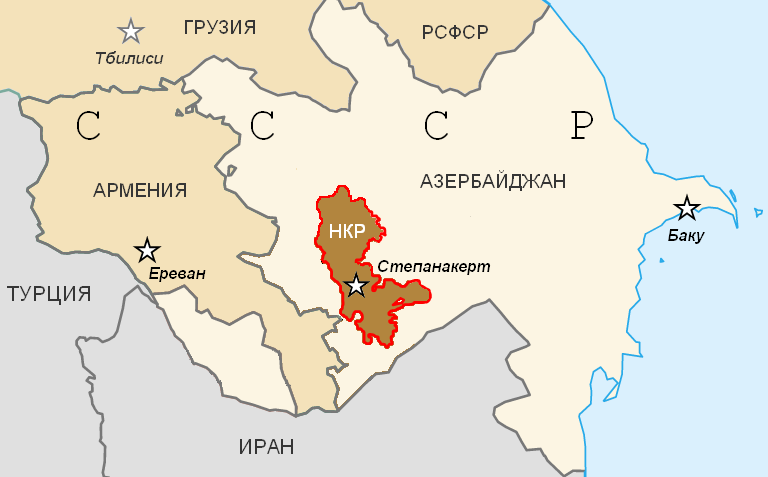
1991年に独立を宣言した地域

1991年8月30日、アゼルバイジャンはソビエト連邦からの独立を宣言。ナゴルノ・カラバフ戦争が激化しつつある中、その3日後である同年9月2日、アゼルバイジャン・ソビエト社会主義共和国領であったナゴルノ・カラバフ自治州および自治州の北部に隣接するシャウミャノフスク地区が合同する形で、「ナゴルノ・カラバフ共和国」の独立を宣言した。
ナゴルノ・カラバフ共和国側は、この独立宣言をソビエト連邦憲法や世界人権宣言、国連憲章などに則ったものと主張している。これに対しアゼルバイジャン側は11月26日に自治州を廃止したが、12月10日に実施された住民投票により独立宣言が受け入れられた。この結果、ナゴルノ・カラバフ共和国はアルメニアと地続きとなり、南をイランとも接するようになった。しかし、アルメニア人の占領する地域から追放されたアゼルバイジャン人は、アゼルバイジャン各地で国内避難民としてキャンプ暮らしを強いられることとなった。